# Конопкин, Олег Александрович
Олег Александрович Конопкин (1931—2008) — советский и российский психолог, доктор психологических наук, профессор, действительный член Российской академии образования (1992).
Специалист в области психологии, психологии труда, инженерной психологии, педагогической психологии и саморегуляции. Автор многих научных работ, некоторые из них переведены и опубликованы за рубежом (в Германии, США, Чехии).

## Биография
Родился 29 мая 1931 года в Ростове-на-Дону.
Специалист в области психологии, психологии труда, инженерной психологии, педагогической психологии и саморегуляции.

### Образование
Школьные годы провел в городе Балашове Саратовской области, где в 1949 году с отличием окончил школу. Его отец заведовал кафедрой педагогики и психологии Балашовского педагогического института, поэтому Олег поступил на отделение психологии философского факультета Московского университета им. М. В. Ломоносова, который окончил так же с отличием в 1956 году.
В 1964 году защитил кандидатскую диссертацию на тему «Скорость передачи человеком информации в зависимости от темпа предъявления сигналов», а в 1977 году — докторскую диссертацию на тему «Проблема осознанного регулирования сенсомоторной деятельности».

### Деятельность
С июня 1957 года Олег Конопкин начал работать лаборантом в лаборатории психологии труда в Институте общей и педагогической психологии Академии педагогических наук СССР (ныне Психологический институт Российской академии образования. В 1970 году возглавил исследовательскую группу, созданную на базе лаборатории психологии труда, которой руководил Д. А. Ошанин.
В течение нескольких лет О. А. Конопкин был учёным-секретарём и в течение двенадцати лет — заместителем директора Психологического института, более десяти лет являлся заместителем главного редактора журнала «Вопросы психологии». Много лет был членом и заместителем председателя специализированного совета по защите диссертаций при Психологическом институте, членом специализированных советов по защите диссертаций при Московском педагогическом государственном университете, Институте психологии РАН и факультете психологии Московского государственного университета. Работал в Экспертном совете Российского гуманитарного научного фонда. В 1992 году стал действительным членом Российской академии образования, отделение психологии и возрастной физиологии. Под его руководством защищено десятки кандидатских диссертаций, также он являлся научным консультантом нескольких докторских диссертаций. Был удостоен звания «Заслуженный деятель науки РФ».
В 2000 году была организована научная секция Российского психологического общества «Психология саморегуляции», почётным председателем которой стал Олег Александрович.
Умер 5 июня 2008 года в Москве. Похоронен на Троекуровском кладбище города.